# Despatologització
La despatologització es refereix el fet de deixar de classificar psiquiàtricament l'homosexualitat, la transsexualitat i, en extensió, la resta d'orientacions sexuals i identitats de gènere, com a trastorns mentals i entendre'ls.
Des del segle xix, l’homosexualitat va ser considerada una patologia en el camp de la salut, la psicologia i la psiquiatria. Al segle xx, aquesta patologització va ser reforçada pels organismes internacionals com l'Associació Americana de Psiquiatria (APA) i l'Organització Mundial de la Salut (OMS).
L'APA va despatologitzar l'homosexualitat l'any 1973, mentre que encara avui en dia atribueix un caràcter patològic a la transsexualitat. Per l'altra banda, l'OMS va decidir eliminar l’homosexualitat i la transsexualitat del llistat de malalties mentals el 17 de maig de 1990 i el juny de 2018 respectivament.